# Ритон
Ритон (перс. تکوک: „такук“, грч. ῥυτόν) древна је посуда за чување течности намијењених обредима древних религија.

## Праисторијски ритон
Данилска култура препознаје се по керамичком ритону карактеристичног облика - представља украшену посуду са четири ноге са великом ручком за ношење. 

## Ритон из историјског доба - антика
Ритони из овог периода најчешће су веома богато украшени, а рађени су од злата и сребра. Први ритони из овог периода датирају из времена античког Персијског царства, а њихова употреба се у петом веку прије нове ере проширила и на античку Грчку, гдје су умјетници копирали персијске рукотворине.